# Galeodes schendicus
Galeodes schendicus är en spindeldjursart som beskrevs av Roewer 1934. Galeodes schendicus ingår i släktet Galeodes och familjen Galeodidae. Inga underarter finns listade i Catalogue of Life.